# Kalanchoe teixeirae
Kalanchoe teixeirae ist eine Pflanzenart der Gattung Kalanchoe in der Familie der Dickblattgewächse (Crassulaceae).

## Beschreibung

### Vegetative Merkmale
Kalanchoe teixeirae ist eine ausdauernde, vollständig kahle Pflanze, die Wuchshöhen von bis zu 60 Zentimetern erreicht und knollige Wurzeln ausbildet. Ihre einfachen, kräftigen, aufrechten Triebe erreichen an der Basis einen Durchmesser von bis zu 12 Millimeter. Die Laubblätter sind sitzend. Ihre Blattspreite ist linealisch bis länglich linealisch. Ihre Größe ist nicht beschrieben. Ihre Spitze ist stumpf, die Basis vergrößert und stängelumfassend. Der Blattrand ist ganzrandig.

### Generative Merkmale
Der dichte Blütenstand ist ebensträußig und bis zu 4 Zentimeter lang. Die aufrechten Blüten stehen an 4 bis 7 Millimeter langen Blütenstielen. Ihre Kelchröhre ist 1 bis 1,5 Millimeter lang. Die lanzettlichen, zugespitzten Kelchzipfel sind 5 bis 6 Millimeter lang und etwa 1,6 Millimeter breit. Die gelbe, fast zylindrische Kronröhre ist an ihrer Basis gerundet und dunkelrot gefleckt. Sie ist 9 bis 10 Millimeter lang. Ihre eiförmigen bis fast kreisrunden, leicht zugespitzten bis gerundeten Kronzipfel tragen ein aufgesetztes Spitzchen, weisen eine Länge von etwa 2,5 Millimeter auf und sind 1,5 bis 2 Millimeter breit. Die Staubblätter sind nahe der Spitze der Kronröhre angeheftet. Die oberen Staubblätter ragen leicht aus der Blüte heraus. Die Staubbeutel sind etwa 0,8 Millimeter lang. Die linealischen, stumpfen bis ausgerandeten Nektarschüppchen weisen eine Länge von etwa 3 Millimeter auf und sind 0,5 bis 0,7 Millimeter breit. Das schmal längliche Fruchtblatt weist eine Länge von 9 bis 11 Millimeter auf. Der Griffel ist etwa 0,4 Millimeter lang.

## Systematik und Verbreitung
Kalanchoe teixeirae ist in Angola in der Provinz Benguela zwischen Granitblöcken in Höhen von etwa 2500 Metern verbreitet.
Die Erstbeschreibung durch Rosette Mercedes Saraiva Batarda Fernandes wurde 1980 veröffentlicht.

## Nachweise